# Старе Сипне
Старе Сипне (пол. Stare Sypnie) — село в Польщі, у гміні Городиськ Сім'ятицького повіту Підляського воєводства.
Населення — 191 особа (2011).
У 1975-1998 роках село належало до Білостоцького воєводства.

## Демографія
Демографічна структура станом на 31 березня 2011 року:
|          | Загалом | Допрацездатний вік | Працездатний вік | Постпрацездатний вік |
| -------- | ------- | ------------------ | ---------------- | -------------------- |
| Чоловіки | 95      | 20                 | 59               | 16                   |
| Жінки    | 96      | 20                 | 45               | 31                   |
| Разом    | 191     | 40                 | 104              | 47                   |